# Ida Linde
Ida Linde (ur. 28 marca 1980 w Umeå) – szwedzka pisarka.
Zadebiutowała w 2006 książką Maskinflickans testamente (dosł. testament maszyny-dziewczyny).
Dorastała w Umeå, obecnie mieszka w Sztokholmie. Oprócz pisarstwa zajmuje się też tłumaczeniem, jest także dramatopisarką. Na co dzień związana również z uniwersytetem Nordens Folkhögskola Biskops-Arnö.
Zadebiutowała prozą poetycką. Za swoją książkę Na północ jedzie się, by umrzeć (2014) otrzymała nagrody Norrlands litteraturpris oraz Aftonbladets litteraturpris. Powieść spotkała się z uznaniem krytyków. Jej ostatnia pozycja, Mama mordercy, ukazała się w 2018.
Jej twórczość ukazała się po polsku w tłumaczeniu Justyny Czechowskiej.

## Publikacje
- 2006 – Maskinflickans testamente, lyrik, Norstedts (ISBN 978-91-1-301528-6)
- 2009 – Om jag glömmer dig blir jag en annan, noveller, Norstedts (ISBN 978-91-1-302057-0), wyd. pol.: Jeśli o tobie zapomnę, stanę się kimś innym[6]
- 2009 – Räkneboken, lyrik, Autor (ISBN 978-91-975568-7-3)
- 2011 – En kärleksförklaring, roman, Norstedts (ISBN 978-91-1-303493-5), wyd. pol.: Poleciały w kosmos[6]
- 2014 – Norrut åker man för att dö, roman, Norstedts (ISBN 978-91-1-305950-1), wyd. pol.: Na północ jedzie się, by umrzeć[6]
- 2015 – 29 oskickade brev, lyrik, Chateaux (ISBN 978-91-980777-9-7), wyd. pol.: 29 niewysłanych listów[6]
- 2018 – Mördarens mamma, roman, Norstedts (ISBN 978-91-1-308055-0), wyd. pol.: Mama mordercy[6]